# 6157 Prey
6157 Prey è un asteroide della fascia principale del diametro medio di circa 16,86 km. Scoperto nel 1991, presenta un'orbita caratterizzata da un semiasse maggiore pari a 2,4255556 UA e da un'eccentricità di 0,0852253, inclinata di 3,97387° rispetto all'eclittica.